# Radio (elemento chimico)
Il radio, scoperto da Marie Curie nel 1898 insieme al marito Pierre Curie, è l'elemento chimico di numero atomico 88 e il suo simbolo è Ra. La parola radioattività deriva proprio dal nome di questo elemento (per ragioni storiche) anche se non è l'elemento con la maggior radioattività conosciuto.
Di colore bianco, annerisce per esposizione all'aria. È un metallo alcalino-terroso presente in tracce nei minerali dell'uranio. Il suo isotopo più stabile, 226Ra, ha un'emivita di 1602 anni e decade in radon.

## Caratteristiche
È il più pesante di tutti i metalli alcalino terrosi ed è chimicamente simile al bario. Questo metallo si trova combinato in minime quantità nel minerale di pechblenda e di vari altri minerali di uranio. Le preparazioni di radio, grazie al calore prodotto dall'emissione radioattiva, hanno stabilmente una temperatura maggiore dell'ambiente circostante. La radiazione prodotta dal radio è di tre tipi: raggi alfa, raggi beta e raggi gamma. Se viene mescolato con berillio si ha anche emissione di neutroni.
Appena preparato il radio metallico puro è di colore bianco brillante, ma si annerisce se esposto all'aria, probabilmente per formazione di nitruro. Il radio è luminescente con un debole bagliore blu, e si corrode in acqua per formare idrossido di radio. È leggermente più volatile del bario.

## Applicazioni

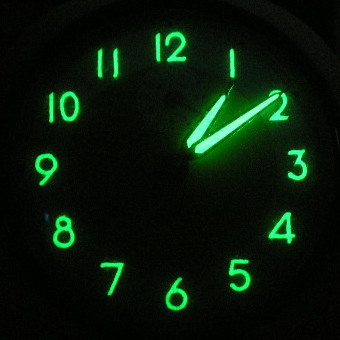
Quadrante di orologio anni '50 verniciato con una vernice radioluminescente contenente il radioisotopo ^{226}Ra.

Alcuni degli usi pratici del radio dipendono dalla sua radioattività: tuttavia isotopi di altri elementi come 60Co e 137Cs, sintetizzati successivamente alla scoperta del radio, lo hanno sostituito anche in questi limitati usi perché più economici, più potenti o più sicuri.
- A partire dagli anni '20, con la scoperta della radioattività al radio vennero attribuite potenzialità guaritive, divenne sostanza alla moda, e molti manufatti - come anche fontane guaritive - lo utilizzavano esaltandone le presunte proprietà, arrivando ad essere parte di cosmetici e vestiti; successivamente, queste applicazioni furono dette "ciarlatanerie radioattive". Gli oggetti di quel periodo possono essere ancora esistenti e tramandati, arrivando a costituire un rischio per chi li usasse inconsapevolmente, per i pericoli successivamente scoperti.[1]
- Usato in passato nelle vernici luminescenti per quadranti e lancette di orologi, sveglie e strumentazione varia. Oltre 100 ex-pittori di lancette di orologi, che usavano le loro labbra per fare la punta al pennello, morirono per le radiazioni: famose sono le "ragazze del radio", le addette di una società degli anni venti chiamata "US Radium Corporation", che dipingevano i numeri dei quadranti su orologi militari con vernice al radio. Poco dopo gli effetti nocivi delle radiazioni iniziarono ad essere pubblicizzati. Il radio venne usato nei quadranti delle sveglie fino agli anni cinquanta. Gli oggetti verniciati con vernice al radio possono essere pericolosi ancora oggi e devono essere maneggiati con la dovuta cautela. Dal 1969 per le vernici luminescenti è stato usato il trizio al posto del radio, inoffensivo poiché racchiuso in mini-capsule stagne. Dagli anni 2000 si usano anche altre sostanze non radioattive quali Luminova e Superluminova.
- Mescolato al berillio è una sorgente di neutroni per esperimenti di fisica.
- Il radio sotto forma di cloruro di radio è usato in medicina per produrre gas radon, utile per la terapia di alcuni tipi di tumore
- Una unità di misura della radioattività, il curie (che non fa parte del Sistema Internazionale), è basato sulla radioattività del 226radio.

L'isotopo 223 è utilizzato in medicina nucleare per la terapia delle metastasi ossee.

## Storia
Il radio, dal latino radius raggio, fu scoperto da Marie Curie, da suo marito Pierre e dal loro assistente Gustave Bémont nel 1898 nella pechblenda/uraninite della Boemia settentrionale. Studiando la pechblenda i Curie ne rimossero l'uranio e scoprirono che il materiale restante era ancora radioattivo. Quindi separarono da questo una miscela che consisteva per lo più di bario, che alla fiamma dava un brillante colore verde e delle linee spettrali che non erano mai state descritte prima. Nel 1902 il radio fu isolato puro, nella sua forma metallica, da Curie e Andre Debierne attraverso l'elettrolisi di una soluzione pura di cloruro di radio con un catodo di mercurio e distillazione in atmosfera di idrogeno. Il 20 aprile di quell'anno venne comunicato l'avvenuto isolamento dell'elemento.
I prodotti di decadimento del radio furono inizialmente battezzati Radio A, Radio B, Radio C, eccetera. In seguito si capì che erano altri elementi chimici, e precisamente:
Emanazione del radio – 222Rn
Radio A – 218Po
Radio B – 214Pb
Radio C – 214Bi
Radio C1 – 214Po
Radio C2 – 210Tl
Radio D – 210Pb
Radio E – 210Bi
Radio F – 210Po
Il 4 febbraio 1936 il radio E divenne il primo elemento radioattivo ad essere sintetizzato artificialmente.
Durante gli anni trenta si scoprì che i lavoratori esposti al radio nelle fabbriche, come ad esempio le cosiddette ragazze del radio, che usavano vernice luminescente si ammalavano gravemente, per lo più di anemia e cancro alle ossa: in seguito a queste evidenze cliniche l'uso del radio declinò rapidamente. Il radio infatti viene trattato dall'organismo come il calcio, e depositato nel tessuto osseo, dove la radioattività ne degrada il midollo e può indurre mutazioni nelle cellule ossee. L'aver maneggiato radio per anni è ritenuta la causa della "prematura" morte di Marie Curie.

## Disponibilità
Il radio è un prodotto di decadimento dell'uranio ed è perciò reperibile in tutti i minerali che ne contengono. Originariamente veniva estratto dalla pechblenda di Jáchymov (Joachimsthal) in Boemia (7 tonnellate di pechblenda forniscono 1 grammo di radio). Una certa quantità di questo elemento si trova anche nelle sabbie di Carnotite in Colorado, ma minerali più ricchi di radio si trovano nella Repubblica Democratica del Congo, nella regione dei Grandi Laghi del Canada. Si può ottenere il radio anche dal trattamento dei rifiuti dell'uranio. Grandi giacimenti di uranio sono situati in Ontario, Nuovo Messico, Utah, Australia e altri paesi.

## Composti
I composti del radio impartiscono alla fiamma del becco di Bunsen un tipico colore rosso cremisi (rosso con una lieve sfumatura violetta), dovuta al suo tipico spettro di emissione elettromagnetica. Data la breve emivita degli isotopi del radio, i suoi composti sono piuttosto rari e si trovano quasi esclusivamente nei minerali dell'uranio.
Del radio sono noti il fluoruro, RaF2, il cloruro, RaCl2, il bromuro, RaBr2, lo ioduro, RaI2, l'ossido, RaO.

## Isotopi
Il radio possiede 25 isotopi, quattro dei quali presenti in natura, di cui 226Ra è il più abbondante e stabile, con un'emivita di 1602 anni, prodotto dal decadimento di 238U; segue in ordine di stabilità descrescente 228Ra (emivita: 5,75 anni), prodotto dal decadimento di 232Th.
223Ra, 224Ra, 226Ra e 228Ra sono tutti generati dal decadimento dell'uranio o del torio.
L'isotopo 224Ra è il primo atomo di cui ricercatori dell'Università britannica di Liverpool hanno scoperto la presenza di un nucleo atomico a forma di pera anziché quasi sferica. La forma era prevista dalla teoria ma non era mai stata osservata.

## Radioattività
A parità di massa, la radioattività emessa dal radio è oltre un milione di volte più intensa di quella dell'uranio. Il suo decadimento attraversa sette stadi: emanazione, radio A, radio B, radio C… ciascuno dei quali è a sua volta un isotopo instabile. Lo stadio finale del suo decadimento radioattivo è un isotopo del piombo.
Il radio perde in 25 anni circa l'1% della sua radioattività.
L'unità di misura della radioattività del Sistema Internazionale è il becquerel (simbolo Bq), equivalente ad una disintegrazione al secondo. Il curie (simbolo Ci) è un'unità di misura obsoleta definita come l'attività di un grammo di 226Ra ed equivale a 3,7×1010 Bq (o 37 GBq).

## Precauzioni
Il radio e il suo prodotto di decadimento iniziale (il radon) sono radioattivi. Data la sua somiglianza chimica con il calcio, può causare gravi danni sostituendosi ad esso nelle ossa.
L'inalazione e l'ingestione del radio, nonché l'esposizione in genere ad esso possono provocare il cancro. Il radio va conservato in un ambiente sufficientemente ventilato per evitare l'accumularsi del radon.
L'energia prodotta dal decadimento del radio può ionizzare i gas, impressionare le lastre fotografiche, irritare la pelle e produrre gravi effetti sull'organismo.